# Stouchsburg, Pennsylvania
Stouchsburg, Pennsylvania (енгл. Stouchsburg) насељено је место без административног статуса у америчкој савезној држави Пенсилванија.

## Демографија
По попису из 2010. године број становника је 600.
| Група             | 2000.    | 2010.       |
| Белци             | 0 (0,0%) | 580 (96,7%) |
| Афроамериканци    | 0 (0,0%) | 3 (0,5%)    |
| Азијати           | 0 (0,0%) | 2 (0,3%)    |
| Хиспаноамериканци | 0 (0,0%) | 12 (2,0%)   |
| Укупно            | 0        | 600         |